# Capella de Sant Thomas Becket
A la carretera de Caldes de Montbui a Sant Feliu de Codines, al voltant del km 19, al costat de la masia del Prat de Dalt, es troba una senda que ascendeix cap al turó i allà esta localitzada una capella romànica en ruïnes que consta documentalment que ja existia en l'any 1190. Es troba dedicada a Sant Thomas Becket, arquebisbe de Canterbury, que va ser mort per ordre del rei Enric II d'Anglaterra.
Thomas Becket (Londres, 21 de desembre de 1118 - Canterbury, 29 de desembre de 1170) va ser un eclesiàstic anglès, canceller d'Anglaterra amb Enric II en 1154 i arquebisbe de Canterbury i primat de l'església anglesa en 1162. Va oposar-se a les intencions del rei de limitar els privilegis eclesiàstics i va ser mort (probablement per ordre del sobirà) en 1170. El 1173 va ésser proclamar sant i màrtir per Alexandre III; és venerat com Sant Tomàs Becket, Tomàs de Canterbury o Tomàs Canturienc.
La difusió del seu culte va ser ràpida i s'estengué per tot Europa. Fora d'Anglaterra, es troben esglésies dedicades al sant màrtir i representacions artístiques a Palerm (1170-1180) o Sòria (els reis de Sicília i Castella van casar-se amb dues filles d'Enric II, que hi portaren el culte a Becket), o a Santa Maria de Terrassa, els frescos d'una absidiola de la qual, datats al 1180, són el cicle pictòric sobre el sant més antic conservat fora d'Anglaterra. Mostren la consagració, mort i enterrament del bisbe, molt fidels a la narració dels testimonis del fet. Afegim el Vallès Oriental a la llista.
Posseeix una planta rectangular i té sis metres d'ample per deu de llarg, amb parets d'un metre de gruix, cinc contraforts externs, amb restes d'alguns ornaments en els murs. Part del sostre es troba derruït i l'absis es troba esquarterat. La imatge del sant va ser traslladada en l'any 1771 a la capella que es va construir a la masia de Prat de Dalt.
És sorprenent la importància que va tenir el culte de Thomas Becket a Catalunya a l'edat mitjana, ja que existeixen pintures murals del seu assassinat a l'església de Santa Maria de Terrassa i hi ha més un altar dedicat al màrtir anglès, en la mateixa catedral de Barcelona.
Les raons d'aquest culte són encara una incògnita.